# Ivo Janakjev
Ivo Janakjev (født 12. oktober 1975 i Burgas, Bulgarien) en en bulgarsk tidligere roer.
Janakjev vandt bronze i singlesculler ved OL 2004 i Athen, i et løb hvor Olaf Tufte fra Norge og estiske Jüri Jaanson vandt henholdsvis guld og sølv. Han deltog også i disciplinen ved både OL 2000 i Sydney og OL 2008 i Beijing, hvor han sluttede på henholdsvis 5. og 10. pladsen.

## OL-medaljer
- 2004:  Bronze i singlesculler